# Scopula calotis
Scopula calotis är en fjärilsart som beskrevs av Dyar 1912. Scopula calotis ingår i släktet Scopula och familjen mätare. Inga underarter finns listade.